# Aeneator recens
Aeneator recens is een soort in de klasse van de Gastropoda (Slakken).
Het dier komt uit het geslacht Aeneator en behoort tot de familie Buccinidae. Aeneator recens werd in 1951 beschreven door Dell.